# ジェローム・コペル
ジェローム・コペル（Jérôme Coppel、1986年8月6日 - ）は、フランス・アヌマッス出身の自転車競技（ロードレース）選手。「コッペル」とも表記される。

## 来歴
2004年
- フランス選手権 ジュニア部門・個人タイムトライアル(ITT) 優勝

2006年
- フランス選手権 U23部門・ITT 優勝
- ロードレース世界選手権 U23部門・ITT 3位

2007年
- フランス選手権
  - U23部門・個人ロードレース 優勝
  - U23部門・ITT 優勝
- ロードレース世界選手権 U23部門・ITT 3位

2008年、フランセーズ・デ・ジュー（現 FDJ）と契約。
2010年、ソル・ソジャスュンに移籍。
- ロヌ＝アルプ・イゼール・トゥール 総合優勝
- ツール・デュ・ジェヴォダン・ランゲドック＝ルシヨン 総合優勝

2011年
- ツール・ド・フランス 総合14位

2012年
- エトワール・ド・ベセージュ 総合優勝
- バイエルン一周 総合2位
- ツール・デュ・ドゥー 優勝

2014年
- エトワール・ド・ベセージュ 総合2位

2015年
- フランス選手権 個人タイムトライアル 優勝
- 世界選手権自転車競技大会ロードレース・個人タイムトライアル 3位

2016年
- エトワール・ド・ベセージュ 総合優勝
  - 区間1勝（第5、個人タイムトライアル）
- シルキュイ・ド・ラ・サルト 2位

2016シーズンを以て引退した。